# Gäddtjärnen (Hanebo socken, Hälsingland)
Gäddtjärnen är en sjö i Bollnäs kommun i Hälsingland och ingår i Testeboåns huvudavrinningsområde.